# Maïté Blanchette Vézina
Maïté Blanchette Vézina, née en 1985 à Montmagny, est une avocate et femme politique québécoise, élue députée de Rimouski à l'Assemblée nationale du Québec sous la bannière de la Coalition avenir Québec lors des élections générales du 3 octobre 2022.
Le 20 octobre 2022, elle est nommée ministre des Ressources naturelles et des Forêts dans le gouvernement Legault ainsi que ministre responsable de la région du Bas-Saint-Laurent et de la région de la Gaspésie–Îles-de-la-Madeleine.
Elle est mairesse de Sainte-Luce de 2017 à 2021.

## Biographie

### Études
Née en 1985 à Montmagny,,, Maïté Blanchette Vézina obtient un certificat en communication publique en 2007 et un baccalauréat en droit en 2009 à l'Université Laval. Elle fait son stage à la magistrature à la Cour supérieure du Québec, district de Québec. Elle est admise au barreau en 2010.

### Carrière professionnelle
De 2009 à 2013, elle travaille comme étudiante, stagiaire et avocate au cabinet DS Welch Bussières de Québec. Après avoir habité 10 ans à Québec, elle déménage en 2013 à Sainte-Luce dans le Bas-Saint-Laurent avec son conjoint qui est originaire de la région.
Elle joint l'équipe d’Avocats BSL inc. de Rimouski en 2013 qu'elle quitte en 2018 pour agir comme experte pour La Voûte, un centre d'expertise en optimisation organisationnelle.

### Carrière politique

#### Municipale
Entretemps, elle se porte candidate à la mairie de Sainte-Luce lors des élections municipales de 2017. Le 5 novembre 2017, elle remporte l'élection avec 78,10 % des voix.
Blanchette Vézina quitte cependant son poste en avril 2021, pour devenir directrice régionale de Centraide Bas-Saint-Laurent.

#### Provinciale
En avril 2022, elle démissionne de Centraide pour se porter candidate de la Coalition avenir Québec dans la circonscription de Rimouski aux élections du 3 octobre 2022. Elle remporte l'élection avec 41,75 % des voix et une majorité de 4321 voix sur le candidat du Parti québécois, parti qui détenait la circonscription depuis 26 ans.
Le 20 octobre 2022, elle est nommée au nouveau conseil des ministres du gouvernement Legault à titre de ministre des Ressources naturelles et des Forêts et ministre responsable de la région du Bas-Saint-Laurent et de la Gaspésie-Îles-de-la-Madeleine.

### Dossier Stablex
En février 2025, la ministre Blanchette Vézina fait pression sur la ville de Blainville pour qu'elle vende un terrain à l'entreprise américain Stablex qui exploite le site depuis 1983. Alors que les menaces tarifaires du président Trump sont au plus haut, la ministre choisit de favoriser une entreprise américaine au détriment des entreprises québécoises, tout en niant les impacts environnementaux, bien que « Stablex aurait reçu entre 2018 et 2022 quelque 385 761 tonnes de déchets dangereux en provenance des États-Unis ». La ministre est au courant de ces faits, mais passe outre en dépit d'un rapport du Bureau d'audiences publiques sur l'environnement. En effet, « en juin 2024, le BAPE avait jugé le projet d’expansion de Stablex « comme étant prématuré », en appelant à ne pas l’autoriser. Dans son rapport, l’instance avait fait valoir que le terrain déjà exploité par l’entreprise « pourrait combler [les besoins en enfouissement] jusqu’au début des années 2030 ». Malgré tout, la ministre persiste puisque la « mairesse de Blainville, Liza Poulin, [confirme] à La Presse qu’un sous-ministre du ministère de l’Économie, de l’Innovation et de l’Énergie avait contacté Blainville en évoquant un recours à une loi spéciale pour contraindre la Ville à se départir d’un terrain collé au site où Stablex mène actuellement ses activités ». La ministre soulève ainsi un tollé de la part non seulement de la mairesse de Blainville, mais aussi de la part de Valérie Plante, mairesse de Montréal, et d'une coalition d’organismes écologistes, formée entre autres d'Eau Secours, de Mères au Front et de la Société pour vaincre la pollution (SVP). Le 10 mars, la ministre refuse de rencontrer la mairesse en prétextant que les sujets de discussion n'auraient pas été ceux qu'elle entendait aborder. Le 27 mars, le gouvernement Legault annonce qu'il aura recours à la procédure du bâillon, « une procédure d’exception pour faire adopter à toute vapeur un projet de loi forçant Blainville à vendre un terrain à haute valeur écologique permettant à l’entreprise américaine Stablex d’y enfouir des déchets dangereux » .
Cette décision déclenche une contestation judiciaire de la part de Blainville et de la Communauté métropolitaine de Montréal (CMM), qui déposent une demande d’injonction le 28 mars. Celle-ci est rejetée par la Cour supérieure le 2 avril, malgré l’admission que le déboisement pourrait entraîner un préjudice irréparable. La juge considère que l’intérêt public est mieux servi par le maintien de la loi. Une demande d’appel est entendue le 9 avril, et un jugement est attendu. Entre-temps, Stablex peut entamer les travaux, limités à un abattage de six hectares en raison de l’approche de la période de nidification.
Le projet est également dénoncé par le conseil municipal de Sherbrooke, qui adopte une résolution unanime qualifiant la situation de « scandale » et condamnant le recours au bâillon. La présidente du conseil critique le fait que la loi ait été adoptée « en pleine nuit, comme un voleur ».
Le 5 avril 2025, plus d’un millier de personnes manifestent à Blainville, en présence de plusieurs élus municipaux et provinciaux. Le 8 avril, la mairesse dépose à l’Assemblée nationale une pétition de 29 160 signatures contre le projet de loi 93, l'une des plus signées de la 43e législature. Elle affirme aussi que plus de 5 500 courriels de protestation ont été envoyés par des citoyens, et plus de 100 résolutions d'opposition ont été adoptées par des municipalités québécoises.
Le 10 avril, une commission spéciale de la CMM est mandatée pour mener une étude sur la gestion des matières dangereuses dans la région métropolitaine. Cette initiative répond à une recommandation du BAPE restée lettre morte jusqu’alors. Le rapport de cette étude est attendu pour décembre 2026.
Le bureau de circonscription de la députée, situé à Rimouski, est vandalisé dans la nuit du 10 au 11 avril. Des graffitis y sont inscrits et des déchets déposés à l'entrée, en lien apparent avec le projet Stablex. Une enquête policière est ouverte, tandis que la ministre dénonce des gestes de colère « mal dirigée ».
Le 11 avril 2025, une trentaine de manifestants perturbent les activités de Stablex à Blainville. Ils bloquent temporairement la machinerie du site sans heurts ni arrestations, réclamant l’abandon du projet et la protection des tourbières.

### Projet de loi 97
« Porté par la ministre des Ressources naturelles et des Forêts, Maïté Blanchette Vézina, le projet de loi 97 vise à réformer la gestion des forêts publiques, qui occupent près de la moitié du territoire du Québec. Il prévoit qu’un tiers des forêts sera désormais réservé à l’usage exclusif de l’industrie forestière. Un deuxième serait destiné à la conservation, comme les parcs nationaux ; et un troisième serait défini comme une zone mixte, partagée par plusieurs usagers. L’objectif de la réforme est de rendre la forêt plus productive, pour donner de « l’oxygène » à l’industrie forestière. Elle a cependant été vivement critiquée par des communautés autochtones et des groupes environnementaux ». Des associations de riverains de lacs menacés par un abattage qui détruirait la salubrité des plans d'eau se multiplient.
Le problème que pose ce projet de loi du gouvernement provincial sur la gestion des forêts publiques est épineux même pour les autorités locales. « Le maire de la municipalité [de Saint-Zénon], Karl Lacouvée, est tiraillé entre le mécontentement des citoyens et l’importance de l’industrie forestière. Près de 100 personnes, sur 1317 habitants, travaillent toujours dans ce domaine économique « très important pour la région ». Et l’industrie est confrontée à un vent de face : la Scierie St-Michel a d’ailleurs annoncé le 2 août qu’elle suspendait temporairement ses activités : 250 employés se sont retrouvés au chômage. En contrepartie, « les coupes sont rendues dans nos cours. C’est inacceptable », dit le maire ».

## Résultats électoraux
|                                                                                               | Nom                       | Parti              | Nombre de voix | %      | Maj.  |
| --------------------------------------------------------------------------------------------- | ------------------------- | ------------------ | -------------- | ------ | ----- |
|                                                                                               | Maïté Blanchette Vézina   | Coalition avenir   | 13 761         | 41,8 % | 4 321 |
|                                                                                               | Samuel Ouellet            | Parti québécois    | 9 440          | 28,6 % | -     |
|                                                                                               | Carol-Ann Kack            | Québec solidaire   | 7 042          | 21,4 % | -     |
|                                                                                               | Stéphanie Du Mesnil       | Conservateur       | 1 566          | 4,8 %  | -     |
|                                                                                               | Claude Laroche            | Libéral            | 992            | 3 %    | -     |
|                                                                                               | Pierre Beaudoin           | Climat Québec      | 104            | 0,3 %  | -     |
|                                                                                               | Danielle Mélanie Gaudreau | Démocratie directe | 55             | 0,2 %  | -     |
| Total                                                                                         | Total                     | Total              | 32 960         | 100 %  |       |
| Le taux de participation lors de l'élection était de 71,6 % et 274 bulletins ont été rejetés. |                           |                    |                |        |       |

## Publication
En 2021, elle publie un ouvrage collectif, 11 brefs essais pour des villes résilientes et durables - Réflexions de la relève municipale aux éditions Somme toute, avec neuf autres conseillers municipaux de partout au Québec, dont Stéphane Boyer qui deviendra maire de Laval lors des élections municipales de novembre 2021. L'ouvrage est une invitation à la participation citoyenne pour que la politique municipale s'adapte aux nouvelles réalités et dépasse les simples questions de travaux publics et de collecte des ordures.